# Aethes languidana
Aethes languidana es una especie de polilla del género Aethes, categorizada en la tribu Cochylini, de la subfamilia Tortricinae.

## Distribución
Se distribuye por Francia.

## Taxonomía
Fue descrita por Mann en 1855 y publicada en (Cochylis), Verh. zool.-bot. Ges. Wien 5: 552.